# 베오그라드 조약

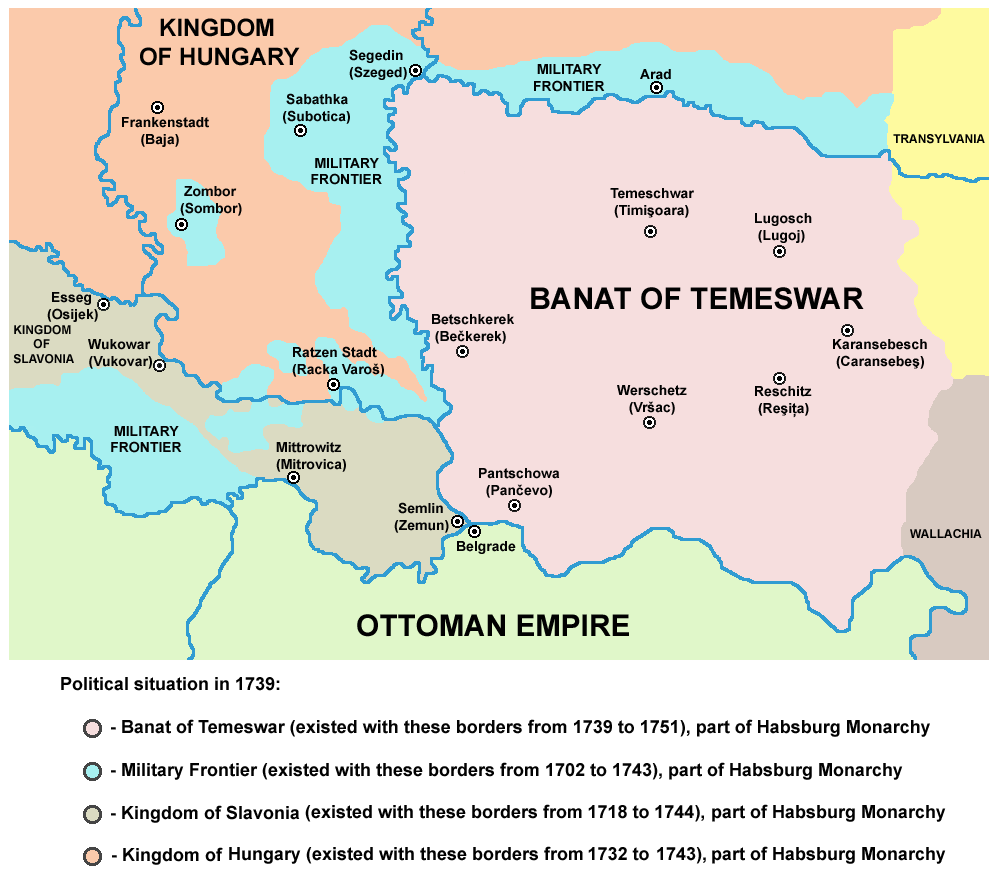
1739년 베오그라드 조약 체결 당시의 발칸 반도 정세

베오그라드 조약은 1739년 9월 18일 합스부르크 군주국의 베오그라드(현재의 세르비아 베오그라드)에서 체결된 평화 조약이다.
오스만 제국은 1735년부터 1739년까지 일어난 러시아-튀르크 전쟁에서 러시아 제국과의 동맹 관계를 맺고 참전한 합스부르크 군주국에 패배했다. 1739년 9월 18일 오스만 제국은 베오그라드에서 합스부르크 군주국과의 평화 조약을 체결했다.
오스트리아가 러시아-튀르크 전쟁에서 철수하게 되자 러시아 제국은 니시 조약을 체결하면서 러시아-튀르크 전쟁에서 철수했다. 니시 조약에 따라 러시아 제국은 아조프에 항구를 설치하는 것이 허용되었고 러시아 제국이 흑해로 진출하는 계기를 마련하게 된다.

## 조약의 주요 내용
- 오스트리아는 베오그라드를 포함한 세르비아 왕국, 바나트 남부, 보스니아 북부를 오스만 제국에 할양한다.
- 오스트리아는 올테니아를 오스만 제국의 영토인 왈라키아에 할양한다.
- 사바강과 도나우강에 오스트리아, 오스만 제국 간의 경계선을 설정한다.